# Truzenice
Truzenice je malá vesnice, část obce Velemyšleves v okrese Louny. Nachází se na levém břehu říčky Chomutovky, asi 0,5 km na jihovýchod od Velemyšlevsi a 8 km ssv. od Žatce. V roce 2011 zde trvale žilo 43 obyvatel.
Truzenice leží v katastrálním území Velemyšleves o výměře 9,39 km².

## Historie
Existují dva výklady vzniku vlastního jména Truzenice. Podle prvního je základem staročeské osobní jméno Družen, podle druhého je odvozeno od slovesa trúditi, což v dnešní češtině znamená trápiti. První písemná zmínka o vsi pochází z roku 1382, kdy se v deskách dvorských uvádí Ješek z Truzenic. Ve 14. a 15. století měly Truzenice vrchnosti dvě: kromě Truzenických také Šmohaře z Rochova. Již v té době existovala ve vsi tvrz, doložená ovšem písemně až v roce 1524. Šmohařové vlastnili Truzenice až do roku 1550. Roku 1572 koupil panství Truzenice Jiřík Hochhauzar z Hochhauzu. Když o deset let později získal i sousední Velemyšleves, obě panství spojil. Od té doby až do současnosti patřily Truzenice k Velemyšlevsi, ať už jako součást panství, nebo jako místní část obce.
V roce 1623 koupil panství Velemyšleves jako konfiskát známý velmož Humprecht Černín z Chudenic, který je ale ještě téhož roku postoupil jezuitské koleji v Chomutově Snad díky tomu, že panství patřilo jezuitům, vyšly Truzenice z třicetileté války dobře. Berní rula z roku 1654 uvádí ve vsi devět usedlostí, z toho tři selské a šest chalupnických. Žádná nebyla opuštěná. K těmto 9 usedlostem patřilo 55 hektarů půdy. Jména všech hospodářů jsou německá. Vrchnost provozovala v Truzenicích ovčín. Podle berního soupisu z roku 1713 se počet statků nezměnil. Jsou zde uvedeny i německé pomístní názvy: Na Písku, Třešňovka, Na Krátkém, U Hospody, Mlýnský vrch a Rybniční louka. V roce 1846 zde žilo v 31 domech 132 obyvatel.

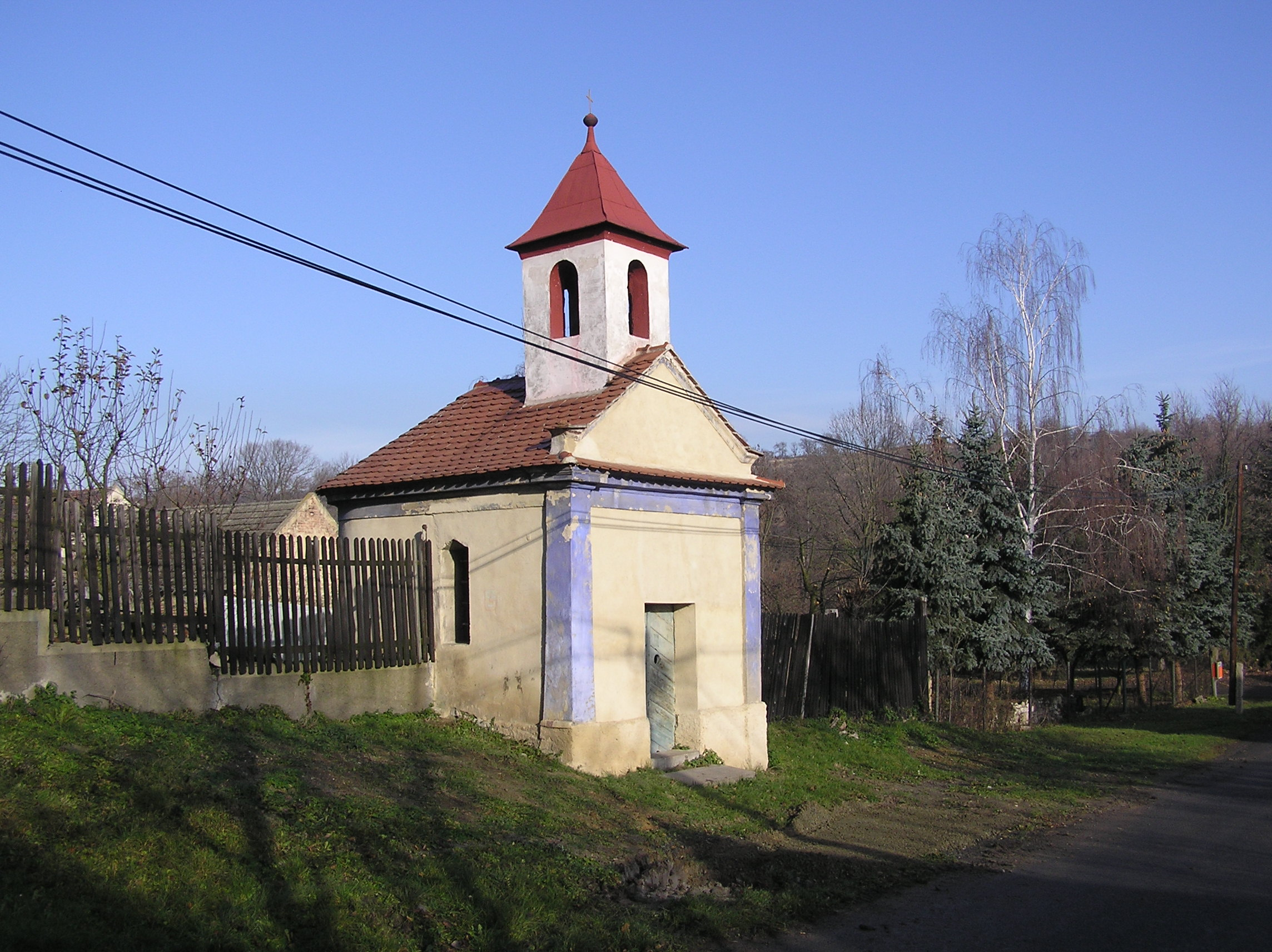
Kaplička v Truzenicích

Ovčí rybník na obecním katastru byl již vyschlý. Přibližně z této doby pochází místní kaplička a čp. 4, bývalá sladovna, v jejím sousedství. V roce 1904 žilo ve vsi 159 obyvatel, vesměs Němců. V provozu byl mlýn a cihelna. V údolí Chomutovky se rozkládaly louky, zeleninové zahrady a chmelnice. Chmel pěstovalo 13 sedláků. Byly zde 2 hospody. V roce 1946 bylo německé obyvatelstvo z Truzenic odsunuto. Jeho místo zaujali noví usedlíci, především z řad volyňských Čechů.

## Obyvatelstvo
Při sčítání lidu v roce 1921 zde žilo 122 obyvatel (z toho 53 mužů). Všichni byli německé národnosti a římskokatolického vyznání. Podle sčítání lidu z roku 1930 měla vesnice 131 obyvatel: 130 Němců a jednoho cizince. Kromě dvou evangelíků se hlásili k římskokatolické církvi.
|                                                                            | 1869 | 1880 | 1890 | 1900 | 1910 | 1921 | 1930 | 1950 | 1961 | 1970 | 1980 | 1991 | 2001 | 2011 |
| -------------------------------------------------------------------------- | ---- | ---- | ---- | ---- | ---- | ---- | ---- | ---- | ---- | ---- | ---- | ---- | ---- | ---- |
| Obyvatelé                                                                  | 145  | 128  | 149  | 144  | 134  | 122  | 131  | 67   | 86   | 81   | 56   | 36   | 27   | 43   |
| Domy                                                                       | 31   | 31   | 28   | 28   | 29   | 28   | 30   | 32   | .    | 21   | 19   | 20   | 20   | 21   |
| Počet domů z roku 1961 je zahrnut v celkovém počtu domů obce Velemyšleves. |      |      |      |      |      |      |      |      |      |      |      |      |      |      |

## Pamětihodnosti
- Kaple
- PP Stráně nad Chomutovkou – na svahu nad severním okrajem vesnice

## Galerie

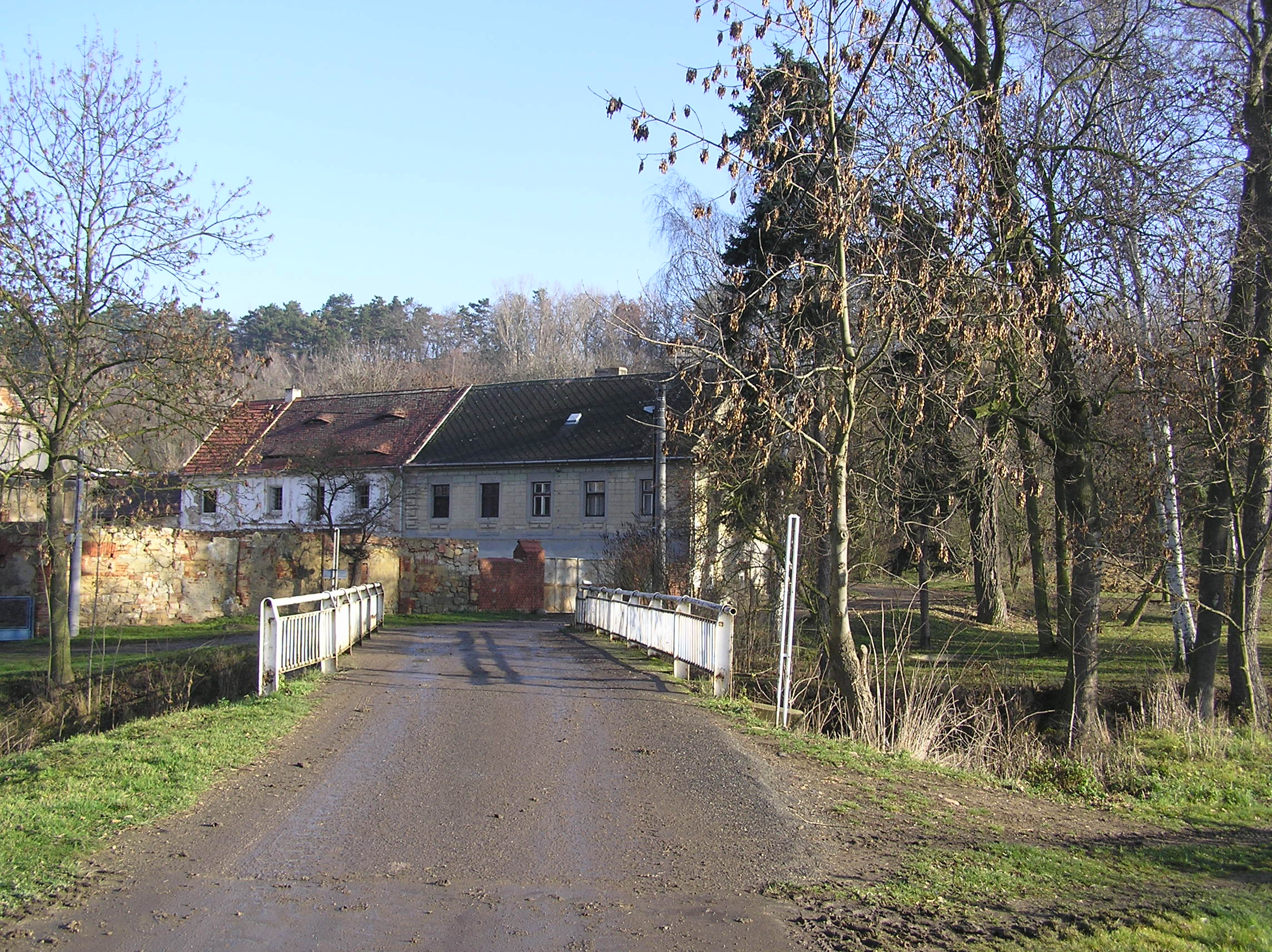
Most přes Chomutovku a největší statek ve vsi
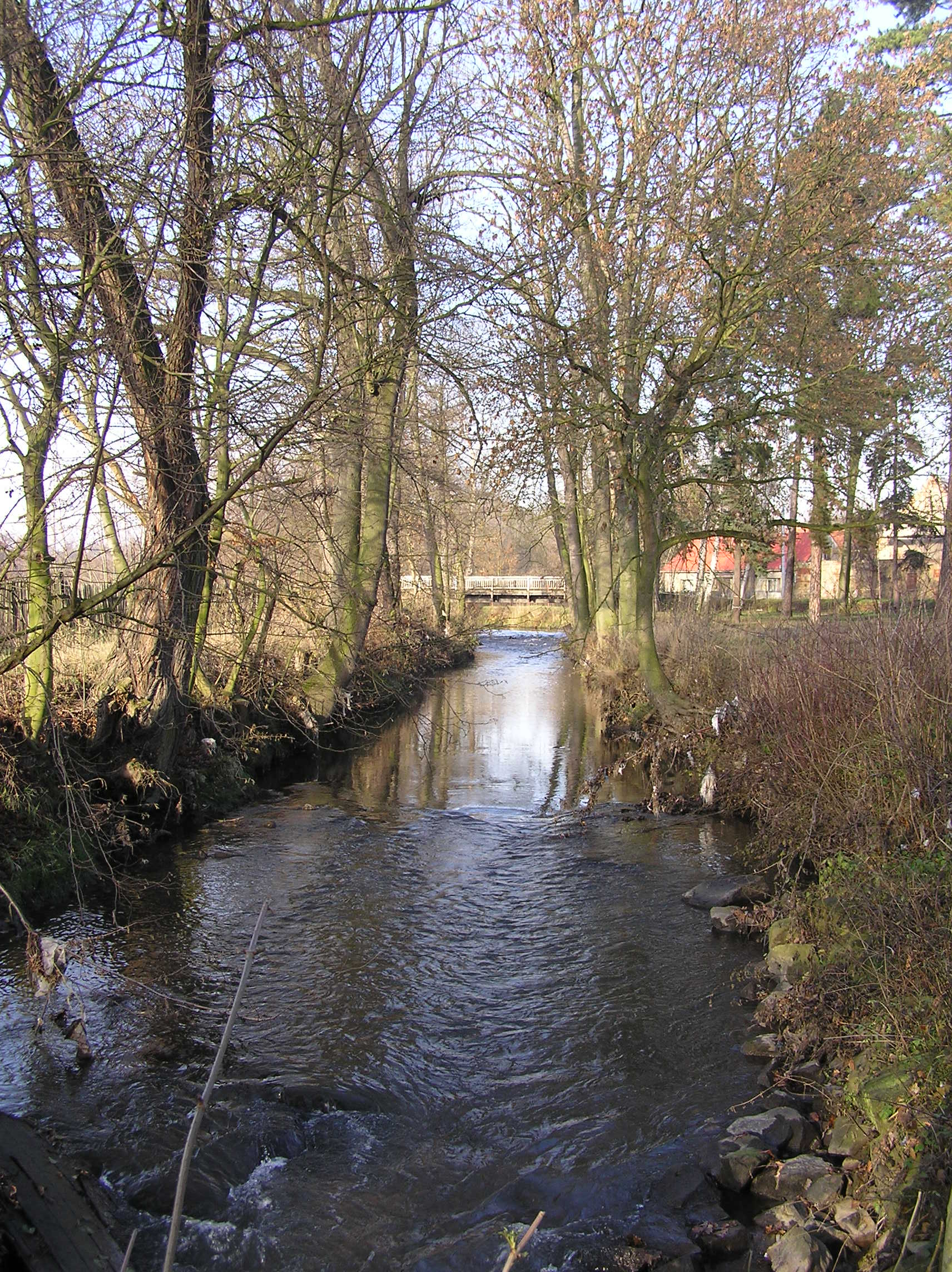
Chomutovka v Truzenicích